# Unfinished Business (film 1985)
Unfinished Business è un documentario del 1985 diretto da Steven Okazaki candidato al premio Oscar al miglior documentario.